# Copa Chile
Copa Chile (Chile Cup) er en årlig pokalturnering for chilenske fodboldhold. På grund af tidsbegrænsninger og klubpres blev trofæet annulleret i 2000, men returnerede i 2008. Dets forløber var Campeonato de Apertura (Åbningsmesterskabet), spillet fra 1933 til 1950.
Turneringen er nu åben for alle medlemsklubber i det chilenske fodbold-ligasystem, fra professionelle hold; ( Primera División , Primera B & Segunda División ), ned til hold fra ANFA : Tercera División. Siden 2009-sæsonen har vinderne fået en direkte plads i Copa Sudamericana i den efterfølgende sæson, men det blev ændret fra 2015-udgaven; siden da vinderne får en direkte plads i Copa Libertadores i stedet for fra.
I turneringshistorien har Primera División-holdene domineret konkurrencen; men fordi turneringen spilles i et knockout-turneringsformat, er muligheden for at hold fra lavere niveauer overrasker mod topholdene en reel mulighed. Det var tilfældet i sæsonen 1960, 1962, 2009 og 2010, hvor vinderne blev klubber fra andet niveau : Deportes La Serena, Luis Cruz, Unión San Felipe og Municipal Iquique. Et stort overraskelse skete næsten i 2008-konkurrencen, da Deportes Ovalle (fra tredje league ) blev finalist og tabte 1-2 til Universidad de Concepción i finalen efter en meget tæt kamp.
I nogle sæsoner omfattede turneringen kun hold fra den øverste række, det var sæsonen 1979-1984 1986, 1987, 1989 Invierno 1990, 1998 og 2000.
Kun to klubber er blevet dobbeltmestere (liga og cup vindere samme sæson); Colo-Colo i 1981, 1989, 1990 og 1996 og Universidad de Chile i 2000.

## Finaler
| År      | Mestre                    | Tabere               | Resultat             | Trofæ                     | 1958 | Colo-Colo | Universidad Católica | 2:2 | Copa Chile |
| 1959    | Santiago Wanderers        | Deportes La Serena   | 5:1                  | Copa Chile                |      |           |                      |     |            |
| 1960    | Deportes La Serena        | Santiago Wanderers   | 4:1                  | Copa Preparación          |      |           |                      |     |            |
| 1961    | Santiago Wanderers        | Universidad Católica | 1:2, 2:0             | Copa Chile Green Cross    |      |           |                      |     |            |
| 1962    | Luis Cruz                 | Universidad Católica | 2:1                  | Copa Preparación          |      |           |                      |     |            |
| 1974    | Colo-Colo                 | Santiago Wanderers   | 3:0                  | Copa Chile                |      |           |                      |     |            |
| 1975    | Palestino                 | Lota Schwager        | 4:0                  | Copa Chile                |      |           |                      |     |            |
| 1977    | Palestino                 | Unión Española       | 4:3                  | Copa Chile                |      |           |                      |     |            |
| 1979    | Universidad de Chile      | Colo-Colo            | 2:1                  | Copa Polla Gol            |      |           |                      |     |            |
| 1980    | Deportes Iquique          | Colo-Colo            | 2:1                  | Copa Polla Gol            |      |           |                      |     |            |
| 1981    | Colo-Colo                 | Audax Italiano       | 5:1                  | Copa Polla Gol            |      |           |                      |     |            |
| 1982    | Colo-Colo                 | Universidad Católica | [ 2 ]                | Copa Polla Gol            |      |           |                      |     |            |
| 1983    | Universidad Católica      | O'Higgins            | [ 3 ]                | Copa Polla Gol            |      |           |                      |     |            |
| 1984    | Everton                   | Universidad Católica | 3:0                  | Copa Polla Gol            |      |           |                      |     |            |
| 1985    | Colo-Colo                 | Palestino            | 1:0                  | Copa Polla Gol            |      |           |                      |     |            |
| 1986    | Cobreloa                  | Fernández Vial       | 1:0, 0:2, 3:0        | Copa Lan Chile            |      |           |                      |     |            |
| 1987    | Cobresal                  | Colo-Colo            | 2:0                  | Copa Lan Chile            |      |           |                      |     |            |
| 1988    | Colo-Colo                 | Unión Española       | 1:0                  | Copa Digeder              |      |           |                      |     |            |
| 1989    | Colo-Colo                 | Universidad Católica | 1:0                  | Copa Coca Cola Digeder    |      |           |                      |     |            |
| 1990    | Colo-Colo                 | Universidad Católica | 3:2                  | Copa Apertura             |      |           |                      |     |            |
| 1991    | Universidad Católica      | Cobreloa             | 1:0                  | Copa Chile Digeder        |      |           |                      |     |            |
| 1992    | Unión Española            | Colo-Colo            | 3:1                  | Copa Chile                |      |           |                      |     |            |
| 1993    | Unión Española            | Cobreloa             | 3:1                  | Copa Chile                |      |           |                      |     |            |
| 1994    | Colo-Colo                 | O'Higgins            | 1-1 4-2 ( pen.)      | Copa Chile                |      |           |                      |     |            |
| 1995    | Universidad Católica      | Cobreloa             | 4:2                  | Copa Chile                |      |           |                      |     |            |
| 1996    | Colo-Colo                 | Rangers              | 1:1, 1:0             | Copa Chile Eduardo Simián |      |           |                      |     |            |
| 1998    | Universidad de Chile      | Audax Italiano       | 1:1, 2:0             | Copa Apertura             |      |           |                      |     |            |
| 2000    | Universidad de Chile      | Santiago Morning     | 2:1                  | Copa Apertura             |      |           |                      |     |            |
| 2008–09 | Universidad de Concepción | Deportes Ovalle      | 2:1                  | Copa Chile                |      |           |                      |     |            |
| 2009    | Unión San Felipe          | Deportes Iquique     | 3:0                  | Copa Chile                |      |           |                      |     |            |
| 2010    | Deportes Iquique          | Deportes Concepción  | 1:1 4-3 ( pen.)      | Copa Chile Bicentenario   |      |           |                      |     |            |
| 2011    | Universidad Católica      | Magallanes           | 0:1, 1:0 4-2 ( pen.) | Copa Chile                |      |           |                      |     |            |
| 2012–13 | Universidad de Chile      | Universidad Católica | 2:1                  | Copa Chile MTS            |      |           |                      |     |            |
| 2013–14 | Deportes Iquique          | Huachipato           | 3:1                  | Copa Chile MTS            |      |           |                      |     |            |
| 2014–15 | Universidad de Concepción | Palestino            | 3:2                  | Copa Chile MTS            |      |           |                      |     |            |
| 2015    | Universidad de Chile      | Colo-Colo            | 1:1 5-3 ( pen.)      | Copa Chile MTS            |      |           |                      |     |            |
| 2016    | Colo-Colo                 | Everton              | 4:0                  | Copa Chile MTS            |      |           |                      |     |            |
| 2017    | Santiago Wanderers        | Universidad de Chile | 3:1                  | Copa Chile MTS            |      |           |                      |     |            |
| 2018    | Palestino                 | Audax Italiano       | 1:0, 3:2             | Copa Chile MTS            |      |           |                      |     |            |

## Titler pr. Klub
| Klub                      | Vindere | Finalister | Sejrende år                                                      | Finalist-år                                    |
| ------------------------- | ------- | ---------- | ---------------------------------------------------------------- | ---------------------------------------------- |
| Colo-Colo                 | 11      | 5          | 1958, 1974, 1981, 1982, 1985, 1988, 1989, 1990, 1994, 1996, 2016 | 1979, 1980, 1987, 1992, 2015                   |
| Universidad de Chile      | 5       | 1          | 1979, 1998, 2000, 2012-13, 2015                                  | 2017                                           |
| Universidad Católica      | 4       | 8          | 1983, 1991, 1995, 2011                                           | 1958, 1961, 1962, 1982, 1984, 1989, 1990, 2013 |
| Palestino                 | 3       | 2          | 1975, 1977, 2018                                                 | 1985, 2015                                     |
| Santiago Wanderers        | 3       | 2          | 1959, 1961, 2017                                                 | 1960, 1974                                     |
| Deportes Iquique          | 3       | 1          | 1980, 2010, 2013-14                                              | 2009                                           |
| Unión Española            | 2       | 2          | 1992, 1993                                                       | 1977, 1988                                     |
| Universidad de Concepción | 2       | 0          | 2008, 2014-15                                                    | –                                              |
| Cobreloa                  | 1       | 3          | 1986                                                             | 1991, 1993, 1995                               |
| Deportes La Serena        | 1       | 1          | 1960                                                             | 1959                                           |
| Everton                   | 1       | 1          | 1984                                                             | 2016                                           |
| Luis Cruz                 | 1       | 0          | 1962                                                             | –                                              |
| Cobresal                  | 1       | 0          | 1987                                                             | –                                              |
| Unión San Felipe          | 1       | 0          | 2009                                                             | –                                              |
| Audax Italiano            | 0       | 3          | –                                                                | 1981, 1998, 2018                               |
| O'Higgins                 | 0       | 2          | –                                                                | 1981, 1998                                     |
| Lota Schwager             | 0       | 1          | –                                                                | 1975                                           |
| Fernández Vial            | 0       | 1          | –                                                                | 1986                                           |
| Rangers                   | 0       | 1          | –                                                                | 1996                                           |
| Santiago Morning          | 0       | 1          | –                                                                | 2000                                           |
| Deportes Ovalle           | 0       | 1          | –                                                                | 2008                                           |
| Deportes Concepción       | 0       | 1          | –                                                                | 2010                                           |
| Magallanes                | 0       | 1          | –                                                                | 2011                                           |
| Huachipato                | 0       | 1          | –                                                                | 2014                                           |

## Titler efter region
Nedenstående tabel viser de chilenske Cup-mestere efter region .
| Område             | Antal titler | Klubber                                                                                               |
| ------------------ | ------------ | --- |
| link= Metropolitan | 24           | Colo-Colo (11), Universidad de Chile (5), Universidad Católica (4), Unión Española (2), Palestino (2) |
| link= Valparaíso   | 5            | Santiago Wanderers (3), Everton (1), Unión San Felipe (1)                                             |
| link= Tarapacá     | 3            | Deportes Iquique (3)                                                                                  |
| link= Biobío       | 2            | Universidad de Concepción (2)                                                                         |
| link= Coquimbo     | 1            | Deportes La Serena (1)                                                                                |
| link= Maule        | 1            | Luis Cruz (1)                                                                                         |
| link= Antofagasta  | 1            | Cobreloa (1)                                                                                          |
| link= Atacama      | 1            | Cobresal (1)                                                                                          |